# Verrallina latipennis
Verrallina latipennis är en tvåvingeart som beskrevs av Mercedes Delfinado 1967. Verrallina latipennis ingår i släktet Verrallina och familjen stickmyggor.
Artens utbredningsområde är Thailand. Inga underarter finns listade i Catalogue of Life.